# Bursina fijiensis
Bursina fijiensis is een slakkensoort uit de familie van de Bursidae. De wetenschappelijke naam van de soort is voor het eerst geldig gepubliceerd in 1881 door Watson.